# Трогір (футбольний клуб)
«Трогір» (хорв. Hrvatski nogometni klub Trogir) — хорватський футбольний клуб з однойменного міста на узбережжі Далмації. 

## Історія
Заснований 1912 року в Далмації, яка входила до Австро-Угорської імперії. Першим президентом став Луджа Мадирацца.
По завершенні Першої світової війни відновив свою діяльність під назвою «Славен», під якою виступав до 1990 року, а потім змінив назву на «Трогір». В югославський період виступав у регіональних змаганнях, а після отримання Хорватією незалежності — у Третій лізі національного чемпіонату. З 1994 по 1997 рік виступав у південній зоні Другої ліги Хорватії, а з 2007 року — в об'єднаній Другій лізі.
У сезоні 2009 року зіграв 7 матчів у Третій лізі Хорватії (зона «Південь»), після чого через фінансові труднощі знаявся з чемпіонату. У листопаді того ж року створено новий клуб під назвою «Трогір 1912». До складу керівництва клубу увійшла фанатська група «Малари». До 2013 року фінансувався за рахунок приватних коштів, без допомоги муніципальної влади.

## Досягнення
- Перший дивізіон окружної ліги Хорватії (зона «Спліт-Далмація»)
  -  Чемпіон (1): 2004/05

- Третя ліга Хорватії (зона «Південь»)
  -  Чемпіон (1): 2006/07

## Стадіон
Домашні матчі проводив на «Ігралице-на-Бараії» у Трогірі, який вміщує 1000 глядачів.

## Статистика виступів
| Сезон   | Ліга                    | Ліга | Ліга | Ліга | Ліга | Ліга | Ліга | Ліга   | Ліга    | Кубок Хорватії |
| Сезон   | Дивізіон                | Іг   | В    | Н    | П    | ЗМ   | ПМ   | О      | Міс     | Кубок Хорватії |
| ------- | ----------------------- | ---- | ---- | ---- | ---- | ---- | ---- | ------ | ------- | -------------- |
| 1997–98 | Третя ліга, «Південь А» | 30   | 16   | 3    | 11   | 52   | 47   | 51(−1) | 8-е ↓   |                |
| 1998–99 | 1 ОЛ, С-Д               | 26   | 4    | 7    | 15   | 23   | 54   | 19     | 13-е ↓  |                |
| 1999–00 | 2 ОЛ, С-Д               | 21   | 15   | 3    | 3    | 75   | 20   | 48     | 2-е ↑   |                |
| 2000–01 | 1 ОЛ, С-Д               | 26   | 15   | 4    | 7    | 46   | 28   | 49     | 4-е     |                |
| 2001–02 | 1 ОЛ, С-Д               | 26   | 7    | 4    | 15   | 26   | 40   | 25     | 11-е    |                |
| 2002–03 | 1 ОЛ, С-Д               | 28   | 10   | 9    | 9    | 42   | 35   | 39     | 6-е     |                |
| 2003–04 | 1 ОЛ, С-Д               | 26   | 9    | 2    | 15   | 37   | 50   | 29     | 10-е    |                |
| 2004–05 | 1 ОЛ, С-Д               | 32   | 25   | 3    | 4    | 65   | 16   | 78     | 1-е ↑   |                |
| 2005–06 | Третя ліга, «Південь»   | 34   | 17   | 6    | 11   | 59   | 50   | 57     | 3rd     |                |
| 2006–07 | Третя ліга, «Південь»   | 34   | 22   | 7    | 5    | 85   | 31   | 73     | 1-е ↑   |                |
| 2007–08 | Друга ліга              | 30   | 12   | 6    | 12   | 40   | 37   | 42     | 8-е     | 1Р             |
| 2008–09 | Друга ліга              | 30   | 3    | 12   | 15   | 32   | 49   | 21     | 16-е ↓  | Кв. р.         |
| 2009–10 | Третя ліга, «Південь»   |      |      |      |      |      |      |        | 18-е ↓↓ |                |
| 2010–11 | 3 ФЛ, С-Д               | 24   | 16   | 3    | 5    | 46   | 22   | 51     | 2-е     |                |
| 2011–12 | 1 ОЛ, С-Д               | 28   | 20   | 3    | 5    | 51   | 21   | 63     | 2-е ↑   |                |
| 2012–13 | 1 ОЛ, С-Д               | 24   | 3    | 6    | 15   | 22   | 57   | 15     | 13-е ↓  |                |
| 2013–14 | 2 ОЛ, С-Д               | 24   | 7    | 4    | 13   | 51   | 46   | 23     | 7-е     |                |
| 2014–15 | 2 ОЛ, С-Д               | 28   | 10   | 3    | 15   | 57   | 66   | 33     | 6-е     |                |
| 2015–16 | 2 ОЛ, С-Д               | 20   | 13   | 1    | 6    | 41   | 20   | 40     | 2-е     |                |
| 2016–17 | 2 ОЛ, С-Д               | 24   | 12   | 5    | 7    | 45   | 40   | 41     | 3-є     |                |
| 2017–18 | 2 ОЛ, С-Д               | 21   | 12   | 1    | 8    | 50   | 33   | 37     | 3-є     |                |

### Легенда
| - Іг = Зіграні матчі - В = Виграні матчі - Н = Нічийні матчі - П = Програні матчі - ЗМ = Забиті м'ячі - ПМ = Пропущені м'ячі - О = Очки - Міс = Підсумкова позиція | - 2 ФЛ = Друга футбольна ліга - 3 ФЛ = Третя футбольна ліга - 1 ОЛ = Перша окружна ліга - 2 ОЛ = Друга окружна ліга - С-Д = Спліт-Далмація | - 1Р = Перший раунд - 2Р = Другий раунд - 1/4 = 1/4 фіналу - 1/2 = 1/2 фіналу - Ф = Фіналіст - П = Переможець |

## Відомі гравці
- Ігор Тудор
- Іван Каталинич
- Іван Леко
- Івиця Пирич
- Милан Рапаїч
- Анте Рожич